# Iwamizawa
Iwamizawa (japanska: 岩見沢市  ?, Iwamizawa-shi) är en stad i Hokkaidō prefektur i Japan. Staden fick stadsrättigheter 1943.